# Stenosphenus insulicola
Stenosphenus insulicola là một loài bọ cánh cứng trong họ Cerambycidae.